# Воронежский уезд
Воронежский уезд — административно-территориальная единица в составе Воронежской губернии, существовавшая в Российской империи и РСФСР 1727—1928 годах. Уездный город — Воронеж.

## Географическое положение
Уезд располагался на севере Воронежской губернии, граничил с Тамбовской губернией. Площадь уезда составляла в 1897 году 4642,7 верст² (5283 км²), в 1926 году - 9322 км².

## История
Воронежский уезд известен как составная часть Русского государства с конца XVI века.
В 1727 году уезд вошёл в состав Воронежской провинции Воронежской губернии, в 1779 году был официально оформлен в составе Воронежского наместничества (с 1796 года — Воронежской губернии).
12 февраля 1923 года к Воронежскому уезду были присоединены Голосновская, Ендовищенская, Землянская, Лебяженская, Нижневедугская, Перлевская, Староольшанская и Хвощеватская волости упразднённого Землянского уезда, Борщевская, Левороссошанская и Оськинская волости упразднённого Коротоякского уезда, Хохольская волость Нижнедевицкого уезда. При этом Верхнехавская, Ивановская и Шукавская волости были переданы в Усманский уезд.
12 мая 1924 года в состав Воронежского уезда полностью влился Задонский уезд (город Задонск, Александровская, Архангельская, Воронежско-Лозовская, Грязновская, Дмитряшевская, Казинская, Колабинская, Ксизовская, Стебаевская, Сенновская, Тешевская, Фоминонегачевская и Хлевенская волости); из Поддубровской волости Усманского уезда в Берёзовскую волость Воронежского уезда было передано с. Нелжа.
30 июля 1928 года Воронежская губерния и все уезды были упразднены. Территория Воронежского уезда вошла в состав Воронежского округа Центрально-Чернозёмной области. Одновременно город Воронеж получил статус города окружного подчинения Воронежского округа Центрально-Чернозёмной области, а город Задонск был передан в Задонский район Елецкого округа Центрально-Чернозёмной области.

## Население
В 1672 году в Воронежском уезде проживало свыше 1,3 тыс. служилых людей. В 1719 году мужское однодворческое население уезда составляло почти 9,8 тыс. чел., крестьянское — 5,5 тыс. чел..
По данным переписи 1897 года, в уезде проживало 273 832 чел. В том числе русские — 98,3%, украинцы - 0,4%. В Воронеже проживало 80 599 чел.
По итогам всесоюзной переписи населения 1926 года население уезда составило 648 819 человек, из них городское — 130 018 человек.

## Административное деление
В XVII—XVIII веках Воронежский уезд разделялся на 4 стана — Борщевский, Усмонский, Чертовицкий и Карачунский.
В 1890 году в состав уезда входило 17 волостей:
| № п/п | Волость        | Волостное правление    | Число селений | Население |
| ----- | -------------- | ---------------------- | ------------- | --------- |
| 1     | Берёзовская    | с. Берёзово            | 23            | 9298      |
| 2     | Боевская       | с. Боево               | 2             | 5363      |
| 3     | Верхне-Хавская | с. Верхняя Хава        | 24            | 12015     |
| 4     | Гремяченская   | с. Гремячее            | 13            | 5290      |
| 5     | Девицкая       | с. Девица              | 11            | 9468      |
| 6     | Ивановская     | с. Ивановка            | 17            | 8022      |
| 7     | Катуховская    | с. Катуховка           | 18            | 11530     |
| 8     | Костёнская     | с. Костёнки            | 1             | 5772      |
| 9     | Можайская      | п. Можайский           | 13            | 16026     |
| 10    | Московская     | с. Московский          | 18            | 9984      |
| 11    | Орловская      | с. Орлово              | 37            | 13047     |
| 12    | Подгоренская   | с. Подгорное           | 10            | 9210      |
| 13    | Придаченская   | с. Придача             | 14            | 14648     |
| 14    | Рождественская | с. Рождественская Хава | 24            | 12029     |
| 15    | Усманская      | с. Усмань              | 12            | 17160     |
| 16    | Чижовская      | сл. Чижовка            | 13            | 14878     |
| 17    | Шукавская      | с. Шукавка             | 18            | 10042     |

В 1913 году в уезде было 20 волостей, образованы Краснологская (с. Красный Лог), Рогачёвская (с.Рогачёвка) и Хреновская-Выселковская (с. Хреновские Выселки) волости.

## Населённые пункты
По переписи 1897 года наиболее крупные населённые пункты уезда:
| - г. Воронеж - 80599 чел.; - с. Усмань - 9533 чел.; - с. Девица - 5902 чел.; - с. Боево - 5223 чел.; - с. Костёнки - 5022 чел.; - с. Верхняя Хава - 4940 чел.; - с. Хреновские Выселки - 4518 чел.; - с. Орлово - 4345 чел.; - с. Рождественская Хава - 4204 чел.; | - с. Рогачёвка - 3923 чел.; - с. Бобяково - 3222 чел.; - с. Хреновое - 2740 чел.; - с. Шукавка - 2707 чел.; - с. Запрудское - 2674 чел.; - с. Верхняя Катуховка - 2586 чел.; - с. Рыкань - 2439 чел.; - с. Каширское - 2407 чел.; - с. Росташевка - 2254 чел.; |